# Al'Covial
Al Covial, de son vrai nom Alain Boussillon, né le 24 avril 1959 à Bazas (Gironde), est un auteur de bande dessinée français

## Biographie

#### Albums
- Super Connard, Sophie Dumas (couleurs) Delcourt, 2010
- Les Aventures d'Alef-Thau t.8 Le Triomphe du rêveur, Alejandro Jodorowsky (scénario), Al Covial (dessin), Color Twins et Fred Beltran (couleurs) , Delcourt, 2010
- La Bouteille à l'encre, Les éditions Florentin